# Андрушівський ліс-2
Андруші́вський ліс-2 — лісовий заказник місцевого значення в Україні. Розташований у межах Андрушівського району Житомирської області, на південний схід від міста Андрушівка. 
Площа 2,8 га. Статус надано згідно з рішенням Житомирського облвиконкому від 03.12.1982 року № 489. Перебуває у віданні ДП «Попільнянське ЛГ» (Андрушівське лісництво, кв. 53, вид. 8). 
Створений з метою охорони частини лісового масиву з насадженнями сосни віком понад 110 років із супутніми породами: модриною, липою, черешнею І-А бонітету.